# Cilieni
Cilieni is een Roemeense gemeente in het district Olt.
Cilieni telt 3372 inwoners.